# Các dòng di cư sớm thời tiền sử

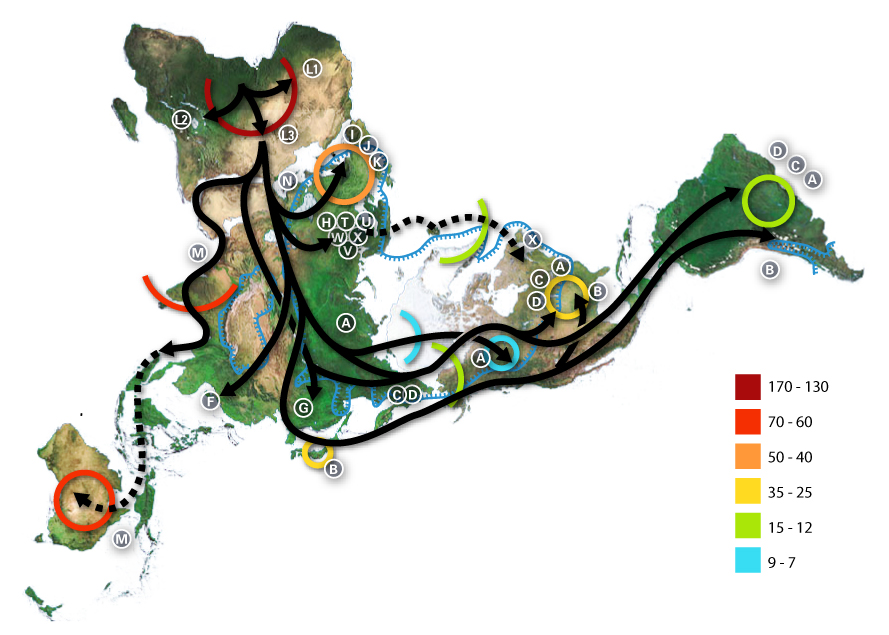
Bản đồ các dòng di cư sớm thời tiền sử theo DNA ty thể. Các con số thể hiện là Ka BP.

Các dòng di cư sớm thời tiền sử bắt đầu khi Người đứng thẳng (Homo erectus) di cư lần đầu tiên ra khỏi châu Phi qua hành lang Levantine và Sừng châu Phi tới lục địa Á-Âu khoảng 1,8 Ma BP (Ma/Ka BP: Mega/Kilo annum before present: triệu/ngàn năm trước).
Cuộc di cư có thể bắt nguồn từ sự phát triển của ngôn ngữ (hay ngôn ngữ sơ khai, theo giả thuyết của Fischer). Việc bành trướng của H. erectus khỏi châu Phi được tiếp nối bởi Homo antecessor vào châu Âu khoảng 800 Ka BP, sau đó là Homo heidelbergensis khoảng 600 Ka BP, tại đây có thể họ đã tiến hóa thành người Neanderthal.
Người hiện đại, Homo sapiens, tiến hóa tại châu Phi vào cỡ 200 Ka BP và tiến vào Cận Đông khoảng 125 Ka BP. Từ Cận Đông, những người này mở rộng về phía đông tới Nam Á vào khoảng 60 Ka BP, và tiếp tục tới Úc khoảng 40 Ka BP, khi lần đầu tiên H. sapiens đặt chân đến các vùng đất H. erectus chưa bao giờ đến. H. sapiens tới châu Âu khoảng 40 Ka BP, và cuối cùng thay thế người Neanderthal. Họ tới Đông Á vào khoảng 30 Ka BP.
Thời điểm bắt đầu của cuộc di cư tới Bắc Mỹ vẫn chưa thống nhất; nó có thể vào khoảng 30 Ka BP, hay sau đó, khoảng 14 Ka BP. Cuộc di cư tới các đảo thuộc Polynesia ở Thái Bình Dương bắt đầu vào khoảng năm 1300 TCN và kết thúc vào khoảng năm 900 của CN. Tổ tiên của người Polynesia được cho là rời Đài Loan vào khoảng 5,2 Ka BP.

## Người tiền sử (trước Homo sapiens)
Những thành viên đầu tiên thuộc chi Người, như Homo ergaster, Homo erectus và Homo heidelbergensis, di cư khỏi châu Phi trong suốt thế Pleistocen sớm, có lẽ là do kết quả của Chiếc Bơm Sahara, khoảng 1,9 Ma BP, tỏa đi hầu hết Cựu Thế giới và tiến xa nhất tới Đông Nam Á. Thời điểm bắt đầu cuộc di cư khỏi châu Phi trùng với sự xuất hiện của Homo ergaster trong các mẫu hóa thạch, con người lần đầu tiên đi đứng bằng hai chân, khoảng 0,5 Ma sau sự xuất hiện của chi Người và các công cụ đầu tiên của Thời đại đồ đá cũ.
Các địa điểm chính của cuộc di cư sớm khỏi châu Phi là Riwat tại Pakistan: 1,9 Ma BP, Ubeidiya tại Levant: 1,5 Ma BP, và Dmanisi tại Kavkaz: 1,7 Ma BP.
Homo di cư đến Trung Quốc vào khoảng 1 Ma BP, sớm nhất là 1,66 Ma BP theo các công cụ đồ đá tìm thấy tại lòng chảo Nihewan.
Còn các công cụ đồ đá tìm thấy tại Xiaochangliang có niên đại khoảng 1,36 Ma.. Các địa điểm khảo sát nhân chủng học tại Xihoudu (西侯渡), tỉnh Sơn Tây cho thấy những bằng chứng sớm nhất của việc sử dụng lửa của người đứng thẳng, có niên đại vào khoảng 1,27 Ma. Các di cốt khác được tìm thấy là răng người Nguyên Mưu (Yuanmou Man) và xương hàm dưới người Lam Điền (Lantian Man), nhưng việc định tuổi có những điểm chưa chắc chắn.
Đông Nam Á (Java) được di cư đến vào khoảng 1,7 Ma BP (Meganthropus). Tây Âu được di cư đến lần đầu tiên vào khoảng 1,2 Ma BP (Atapuerca).
Robert G. Bednarik cho rằng người đứng thẳng có thể đã biết đóng bè vượt biển, một lý thuyết vấp phải nhiều phản đối.

## Các cuộc di cư của Homo sapiens
Homo sapiens sapiens được cho là đã xuất hiện tại Đông Phi vào khoảng từ 200 đến 100 Ka BP. Homo sapiens idaltu, được tìm thấy tại Trung Awash, Ethiopia, sống vào khoảng 160 Ka BP, là chủng người hiện đại cổ xưa nhất được biết đến.
Từ đó họ mở rộng ra khắp thế giới. Một cuộc di cư khỏi châu Phi (Out Of Africa) qua Bán đảo Ả Rập khoảng 60 Ka BP đưa người hiện đại tới lục địa Á-Âu, một nhóm nhanh chóng định cư tại vùng duyên hải quanh Ấn Độ Dương còn một nhóm di cư về phía bắc tới các dãy núi vùng Trung Á.
Các tuyến di cư là chủ đề của nhiều cuộc tranh luận và nghiên cứu. Công nghệ gen đã cung cấp một cách tiếp cận tới vấn đề này.

### The Incredible Human Journey
The Incredible Human Journey là bộ tài liệu khoa học gồm bộ phim tài liệu năm tập và cuốn sách kèm theo, được viết và trình bày bởi Alice Roberts. Nó lần đầu tiên được phát sóng trên truyền hình BBC vào tháng Năm và tháng 6 năm 2009 tại Anh. Nó giải thích một bằng chứng cho lý thuyết về sự di cư của người thời xa xưa ra khỏi châu Phi và sau đó trên toàn thế giới, hỗ trợ thuyết Out of Africa. Lý thuyết này cho rằng tất cả con người hiện đại có nguồn gốc từ người Homo sapiens châu Phi hiện đại về mặt giải phẫu hơn là từ người Homo neanderthalensis ở Trung Đông hay ở châu Âu cổ hơn, hoặc là từ người bản địa Trung Quốc Homo pekinensis. Và người Homo sapiens châu Phi hiện đại không giao phối với loài khác của chi Homo. Mỗi tập phim liên quan đến một lục địa khác nhau, và hàng loạt các kỹ xảo cảnh quay tại thực tế trong mỗi châu lục đặc trưng. Tập đầu tiên phát sóng trên BBC Two vào ngày Chủ nhật 10 tháng 5 năm 2009.
Ra khỏi châu Phi:Trong tập đầu tiên, Roberts giới thiệu ý tưởng rằng phân tích di truyền cho thấy rằng tất cả con người hiện đại có nguồn gốc từ châu Phi. Cô đến thăm di chỉ Omo ở Ethiopia, đó là nơi phát hiện mẫu vật con người hiện đại sớm nhất.
Châu Á: Trong tập thứ hai, Roberts đi đến Siberia và thăm một cộng đồng dân bản địa bị cô lập, người Evenki vẫn còn sinh sống nhờ vào săn bắn tuần lộc. So sánh cách sống của họ nơi lạnh giá khắc nghiệt, khác biệt với châu Phi ấm áp, cô tự hỏi làm thế nào người châu Phi cổ đại có thể thích nghi được với khí hậu Bắc Á rất băng giá và tại sao người châu Á trông rất khác với người châu Phi.
Sau đó, Roberts khám phá có một luận thuyết thay thế cho luận thuyết "rời khỏi châu Phi". Đó là giả thuyết "Nguồn gốc đa vùng của người hiện đại" đã đạt được sự hỗ trợ từ một vài nhóm nhà khoa học ở Trung Quốc. Theo lý thuyết này, người Trung Quốc có nguồn gốc từ người  Homo erectus bản địa chứ không phải từ Homo sapiens châu Phi như sự tiến hóa của các dân tộc khác. Roberts đã đến thăm hang động Zhoukoudian (Chu Khẩu Điếm), nơi đã phát hiện Người vượn Bắc Kinh, thuộc loài Homo erectus được cho là tổ tiên của người Trung Quốc. Người Trung Quốc tin tưởng mãnh liệt rằng họ có nguồn gốc khác với các dân tộc khác. Roberts thấy rằng những đặc tính vật lý của người Trung Quốc hiện đại và trong hộp sọ hóa thạch, như xương gò má rộng, hình dạng hộp sọ và những răng cửa hình xẻng là các đặc điểm không có trong hầu như tất cả mọi người khác. Có lẽ đó là do điều kiện địa lý. Bà cũng thấy rằng các công cụ bằng đá được tìm thấy ở Trung Quốc có vẻ nguyên thủy hơn so với các nơi khác, và suy luận rằng chúng đã được sản xuất chỉ từ Homo erectus bản địa. Tuy nhiên, bà cho rằng các bằng chứng từ sọ chỉ để tham khảo. Bà phỏng vấn một nhà khảo cổ học Mỹ, người trình bày giả thuyết rằng người Trung Quốc cổ đại sử dụng tre thay cho đá, để giải thích sự vắng mặt của công cụ bằng đá tinh vi, mặc dù chưa có bằng chứng khảo cổ học hỗ trợ cho giả thuyết này. Cuối cùng, Roberts phỏng vấn nhà di truyền học Trung Quốc Jin Li (Kim Lực, 金力), người điều hành một nghiên cứu lấy mẫu DNA hơn 12.000 cá thể sống rải rác khắp Trung Quốc từ 160 nhóm dân tộc. Nghiên cứu ban đầu đưa ra giả thuyết rằng người Trung Quốc hiện đại tiến hóa từ người Homo erectus bản địa ở Trung Quốc, nhưng thực tế lại kết luận rằng người Trung Quốc đã không tiến hóa từ người vượn Bắc Kinh (Homo pekinensis), mà cũng di chuyển từ châu Phi đến như phần còn lại của dân cư thế giới.

### Bên trong châu Phi
Tổ tiên chung gần nhất của toàn bộ loài người theo hướng mẹ, gọi là bà Eve ti thể, có lẽ sống vào khoảng 120-150 Ka BP, vào thời kỳ Homo sapiens idaltu, có thể ở Đông Phi.
Một nghiên cứu quy mô về đa dạng gen châu Phi dẫn đầu bởi Tiến sĩ Sarah Tishkoff chỉ ra người San có sự đa dạng gen lớn nhất trong số 113 mẫu nghiên cứu, cho thấy họ có thể là một trong 14 "nhóm dân số cổ đại." Nghiên cứu cũng chỉ ra quê hương của loài người hiện đại nằm ở Tây Nam châu Phi, gần ranh giới biển giữa Namibia và Angola.
Khoảng 100 - 80 Ka BP, ba nhánh chính của Homo sapiens tách ra. Nhóm mang chi ty thể L0 (mtDNA) / A (Y-DNA) tiến xuống Nam Phi (tổ tiên của những người Khoisan (Capoid)), Nhóm mang chi L1 (mtDNA) / B (Y-DNA) định cư ở Trung và Tây Phi (tổ tiên của người người Pygmy tây), còn nhóm mang chi L2, L3, cùng các mtDNA khác ở lại Đông Phi (tổ tiên của những người nói tiếng Niger-Congo và Nin-Sahara). (xem L-mtDNA)

### Di cư khỏi châu Phi

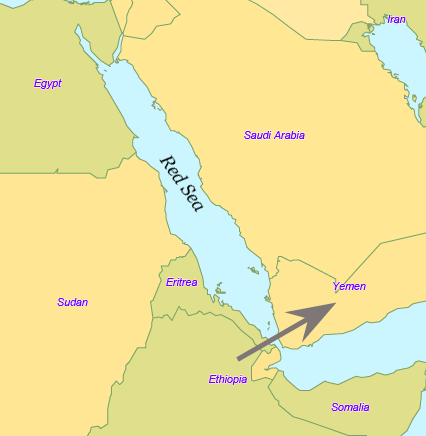
Vượt qua biển Đỏ

Theo thuyết nguồn gốc châu Phi gần đây của người hiện đại, một nhóm nhỏ mang chi mtDNA L3 sống ở Đông Phi đã di cư theo hướng đông bắc, có lẽ là để tìm kiếm thức ăn hay tránh các điều kiện sống khắc nghiệt, vượt Biển Đỏ vào khoảng 70 Ka BP, và bắt đầu tiến trình xâm chiếm phần còn lại của thế giới. Theo một số tác giả, dựa trên thực tế rằng chỉ những hậu duệ của nhóm mang chi mtDNA L3 sống ở bên ngoài châu Phi, chỉ có một nhóm người rời châu Phi trong một cuộc di cư đơn lẻ tới một địa điểm định cư trên bán đảo Ả-rập. Từ điểm định cư đó, một số học giả nói tới khả năng có một vài làn sóng mở rộng theo thời gian. Ví dụ, Wells cho rằng một số người di cư sớm đã đi dọc bờ biển phía nam châu Á, vượt khoảng 250 km [155 dặm] đường biển (có lẽ trên những chiếc thuyền hay bè đơn giản), và tiến vào Úc khoảng 50 Ka BP. Thổ dân Úc (Aborigine), theo Wells, là hậu duệ của làn sóng di cư đầu tiên ra khỏi châu Phi.
Khoảng 50 Ka BP thế giới bước vào thời kỳ băng hà cuối cùng, nước bị đóng băng, vì thế mực nước biển thấp hơn nhiều. Ngày nay tại Cổng Grief, Biển Đỏ rộng khoảng 12 dặm (20 km) nhưng 50 Ka BP nó hẹp hơn nhiều, còn mực nước thấp hơn khoảng 70m. Mặc dù nó chưa bao giờ được nối liền, có thể có những hòn đảo ở giữa để có thể đến được bằng bè đơn giản. Các di chỉ sinh hoạt tuổi 125 Ka cho thấy bữa ăn của người tiền sử tại Eritrea bao gồm đồ hải sản bắt ở ven biển. Đây có thể coi là bằng chứng cho thấy loài người đã vượt Biển Đỏ trong quá trình tìm kiếm nguồn thức ăn ở các bờ biển mới.

### Nam Á và Úc
Một số bằng chứng về gen chỉ ra có 2 luồng di cư ra khỏi châu Phi. Tuy nhiên các nghiên cứu khác cho rằng thực tế chỉ một luồng di cư diễn ra, tiếp theo là việc tách ra đi lên phía bắc của một nhóm nhỏ. Tại Tây Á, những người tiến về phía nam (chọn tuyến đường phía nam) mở rộng từ thế hệ này đến thế hệ khác quanh bờ biển Ả-rập và Ba Tư cho đến khi họ tới Ấn Độ. Một trong các nhóm đi về phía bắc (người Đông Á thuộc nhóm thứ hai này) tiến sâu vào lục địa đến châu Âu, và cuối cùng thay thế người Neanderthal. Họ cũng đã tiến vào Ấn Độ từ Trung Á. Nhóm đầu tiên đi dọc bờ biển phía nam châu Á, tới Úc vào khoảng giữa 55 và 30 Ka BP, theo hầu hết các tính toán là từ 46 đến 41 Ka BP.

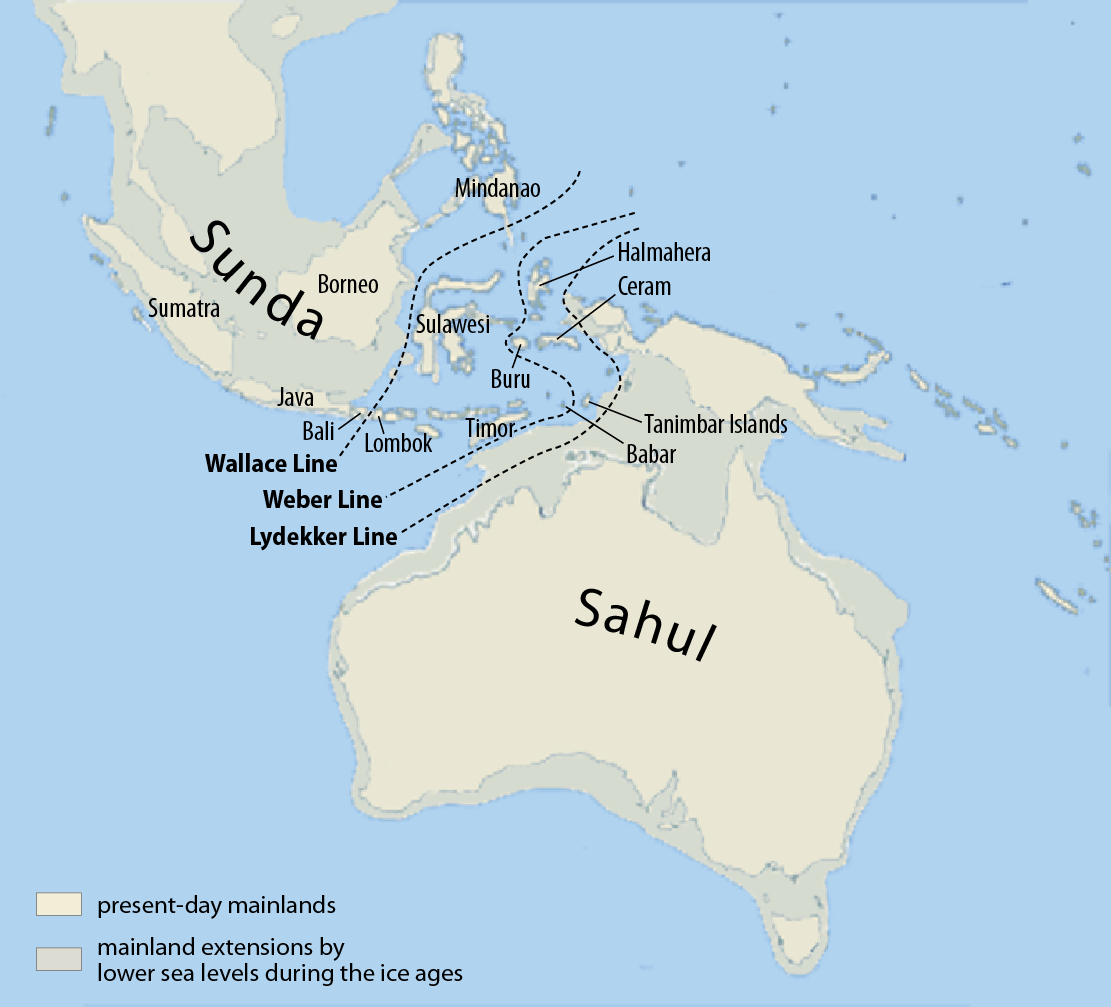
Bản đồ thể hiện sự mở rộng của đất liền và nước vào thời kỳ băng hà cuối cùng, 20 Ka BP khi mực nước biển có thể thấp hơn hiện nay khoảng 110m

Trong suốt thời kỳ đó, mực nước biển thấp hơn rất nhiều và phần lớn vòng đảo Đông Nam Á là một vùng đất lớn gọi là thềm Sunda. Những người di cư có thể đã tiếp tục đi theo đường bờ biển đông nam cho đến khi tới eo biển giữa Sunda và Sahul, lục địa rộng lớn tạo nên Úc và New Guinea ngày nay. Tại đó, khu vực rộng nhất là ở đường Weber, rộng khoảng 90 km, điều này cho thấy những người di cư đã có các kỹ năng đi biển. Những người cổ như Người đứng thẳng không thể tới được Úc, mặc dù họ đã băng qua eo Lombok và tới được Flores.
Nếu xác định các niên đại là chính xác, châu Úc có thể được định cư khoảng 10 Ka trước châu Âu. Điều này là có khả năng vì loài người có xu hướng tránh các vùng lạnh phía bắc và thích các vùng nhiệt đới ấm áp giúp họ dễ thích nghi giống như ở châu Phi quê hương. Một bằng chứng nữa cho việc con người xâm chiếm châu Úc là vào khoảng 46 Ka BP, tất cả động vật khổng lồ châu Úc nặng hơn 100 kg đã tuyệt chủng. Tim Flannery và những người khác cho rằng người di cư là nguyên nhân của sự tuyệt chủng này. Rất nhiều động vật đã quen với việc sống không bị săn đuổi và dễ dàng bị tấn công (điều cũng xảy ra sau này ở châu Mỹ).
Trong khi một số tiến vào châu Úc, số khác tiếp tục tiến về phía đông dọc theo bờ biển Sunda, rồi ngược lên đông bắc vào Trung Quốc và cuối cùng là Nhật Bản, hình thành nên một dải định cư dọc theo bờ biển. Dải định cư bờ biển này để lại dấu vết trong các mtDNA thừa kế từ nhóm M, và trong nhóm C nhiễm sắc thể Y. Sau đó, có thể họ đã tiến sâu vào đất liền và tiếp xúc với những giống người cổ như H. erectus. Các nghiên cứu về gen hiện tại cũng chỉ ra rằng châu Úc và New Guinea được định cư bởi một nhóm đơn lẻ đến từ châu Á chứ không phải bởi nhiều làn sóng. Chiếc cầu đất liền kết nối New Guinea và châu Úc bị chìm vào khoảng 8 Ka BP, ngăn cách dân cư giữa 2 vùng đất.
Một nghiên cứu gần đây cho thấy người ở phía nam Trung Quốc và Đông Nam Á có chung 1% số gen với người Denisova, một giống người đã tuyệt chủng. Điều đó có nghĩa người Denisova từng giao phối với tổ tiên của người hiện đại tại châu Á.

### Châu Âu
Châu Âu được cho là được định cư bởi những người di cư đến từ ranh giới phía tây bắc của Trung Á và Trung Đông. Khi những người hiện đại đầu tiên đến châu Âu, những người Neanderthal đã định cư ở đó. Có tranh luận về thuyết giao phối giữa người hiện đại và người Neanderthal, và hầu hết bằng chứng cho thấy điều này có xảy ra nhưng chỉ ở mức độ nhỏ. Những cư dân người hiện đại và người Neanderthal cùng chung sống trong nhiều khu vực như ở bán đảo Iberia hay ở Trung Đông, và việc giao phối đó có thể đã bổ sung nguồn gen Neanderthal vào người hiện đại thời đại đồ đá cũ.
Một khác biệt quan trọng giữa châu Âu với phần còn lại của thế giới là vĩ độ bắc. Các bằng chứng nhân chủng học gợi ý rằng, người Neanderthal hoặc Cro-Magnon, đã tới vùng cực bắc nước Nga khoảng 40 Ka BP.
Khoảng 22 Ka BP, 10 Ka sau sự tuyệt chủng của người Neanderthal, thời kỳ băng hà cuối cùng đã khiến các cư dân vùng bắc bán cầu di cư tới một số địa điểm trú ẩn cho đến cuối thời kỳ này. Những cư dân này, dù sống cùng người Neanderthal hay không, được cho là đã tồn tại trong những địa điểm trú ẩn này suốt thời kỳ băng hà cuối cùng và sau đó lan tỏa ra toàn bộ châu Âu, nơi những cư dân cổ ở đây được cho là con cháu họ. Một quan điểm khác là cư dân châu Âu hiện đại là hậu duệ của di dân thời kỳ đồ đá mới ở Trung Đông. Tranh luận xung quanh nguồn gốc người châu Âu nhìn chung là cuộc tranh luận giữa phát tán văn hóa với phát tán nhân chủng. Các bằng chứng nhân chủng và gen ủng hộ mạnh mẽ thuyết phát tán nhân chủng, cho rằng họ là hậu duệ của một nhóm cư dân phát tán từ Trung Đông trong suốt 12 Ka sau đó. Tuy nhiên, một khái niệm về gen gọi là Thời Gian tới tổ tiên chung gần nhất, hay TMRCA thường được sử dụng để ủng hộ thuyết phát tán văn hóa thay vì phát tán nhân chủng.

#### Cuộc di cư củangười Cro-Magnonsvào châu Âu
Người Cro-Magnon được cho là người hiện đại đầu tiên ở châu Âu. Họ tiến vào lục địa Âu-Á từ Bán đảo Ả Rập khoảng 60 Ka BP, với một nhóm nhanh chóng định cư quanh vùng duyên hải Ấn Độ Dương và một nhóm di cư lên phía bắc tới các dãy núi vùng Trung Á.
Một chuỗi DNA ty thể từ hai người Cro-Magnon tại hang Paglicci, Italy, có niên đại từ 23 Ka đến 24 Ka (Paglicci 52 and 12), đã xác định mtDNA là Nhóm N, mẫu điển hình thuộc nhóm sau, nhóm đi sâu vào lục địa và là tổ tiên của những người Đông và Bắc Á (người "Mông Cổ"), Kavkaz, một bộ phận lớn của cư dân Trung Đông và Bắc Phi. Cuộc di cư từ khu vực Biển Đen vào châu Âu bắt đầu khoảng 45 Ka BP, có lẽ dọc theo hành lang sông Danube. Khoảng 20 Ka BP, toàn bộ châu Âu đã được định cư. Xác người cổ đầu tiên được bảo quản hoàn hảo là người băng Ötzi, từ 5 Ka BP, thuộc K1 mtDNA.
|  |  |  |  |

#### Cạnh tranh vớingười Neanderthal
Việc mở rộng được cho là bắt đầu từ 45 Ka BP và có lẽ mất khoảng 15 Ka để lan tỏa khắp châu Âu.
Trong suốt thời gian này người Neanderthal dần dần bị thay thế. Vì phải mất một thời gian dài để chiếm toàn bộ châu Âu, có lẽ người hiện đại và người Neanderthal đã liên tục tranh giành lãnh thổ. Người Neanderthal có thân hình to lớn và chắc chắn hơn nên có lẽ mạnh mẽ hơn người hiện đại Homo sapiens. Do đã sống ở châu Âu 200 Ka họ cũng thích ứng tốt hơn với thời tiết lạnh. Tuy nhiên người hiện đại, gọi là người Cro-Magnon, với kỹ thuật và ngôn ngữ tốt hơn cuối cùng đã thay thế toàn bộ người Neanderthal, nơi cuối cùng họ sống là trên bán đảo Iberia. Sau khoảng 30 Ka BP, các di chỉ hóa thạch của người Neanderthal biến mất, cho thấy họ đã bị tuyệt chủng. Những cư dân cuối cùng đã sống quanh hệ thống hang động trên bờ biển hướng về phía nam eo Gibraltar, từ 30 đến 24 Ka BP.
Những người theo thuyết nguồn gốc đa vùng của người hiện đại tin rằng người châu Âu là hậu duệ của người Neanderthal chứ không phải là những người Homo sapiens di cư. Số khác cho rằng người Neanderthal đã giao phối với người hiện đại. Vào năm 1997 các nhà nghiên cứu đã tách DNA ty thể từ một xác người Neanderthal có tuổi hóa thạch 40 Ka. Khi so sánh với DNA người hiện đại, các chuỗi có sự khác nhau rõ rệt, chỉ ra rằng theo DNA ty thể, người châu Âu hiện đại không phải là hậu duệ của người Neanderthal, và cũng không có sự giao phối. Một số nhà khoa học tiếp tục nghiên cứu autosomal DNA để tìm kiếm sự giao phối với người Neanderthal. Một số allele của một số gen autosomal như allele H2 của gen MAPT đã được chú ý, vì chúng chỉ có ở người châu Âu. Nhưng từ sự vắng mặt autosomal DNA trong người Neanderthal, các nhà khoa học kết luận rằng điều này chỉ là giả thuyết.
Một số nhà nhân chủng học nghi ngờ rằng người Neanderthal và người Homo sapiens không thể lai tạo được với nhau. Vì người Neanderthal và người châu Âu đã chia sẻ cùng một không gian định cư trong suốt 20 Ka, nhưng không có một hóa thạch xương nào được tìm thấy có các tính chất lai giữa hai loài.
Ngày nay (cho tới năm 2010), các bằng chứng về gen cho thấy việc giao phối (của người Neanderthal) với người Homo sapiens sapiens (người hiện đại) đã diễn ra từ khoảng 80 đến 50 Ka BP tại Trung Đông, kết quả là người châu Phi hạ Sahara không có DNA Neanderthal còn người Kavkaz và châu Á có từ 1% đến 4% DNA Neanderthal.

### Trung và Bắc Á
Các nhóm ty thể A, B và G hình thành từ 50 Ka BP, và những người thuộc nhóm này lần lượt tiến vào Siberia, Triều Tiên và Nhật Bản khoảng 35 Ka BP. Một số bộ phận nhóm cư dân này cũng di cư tới Bắc Mỹ.

### Châu Mỹ

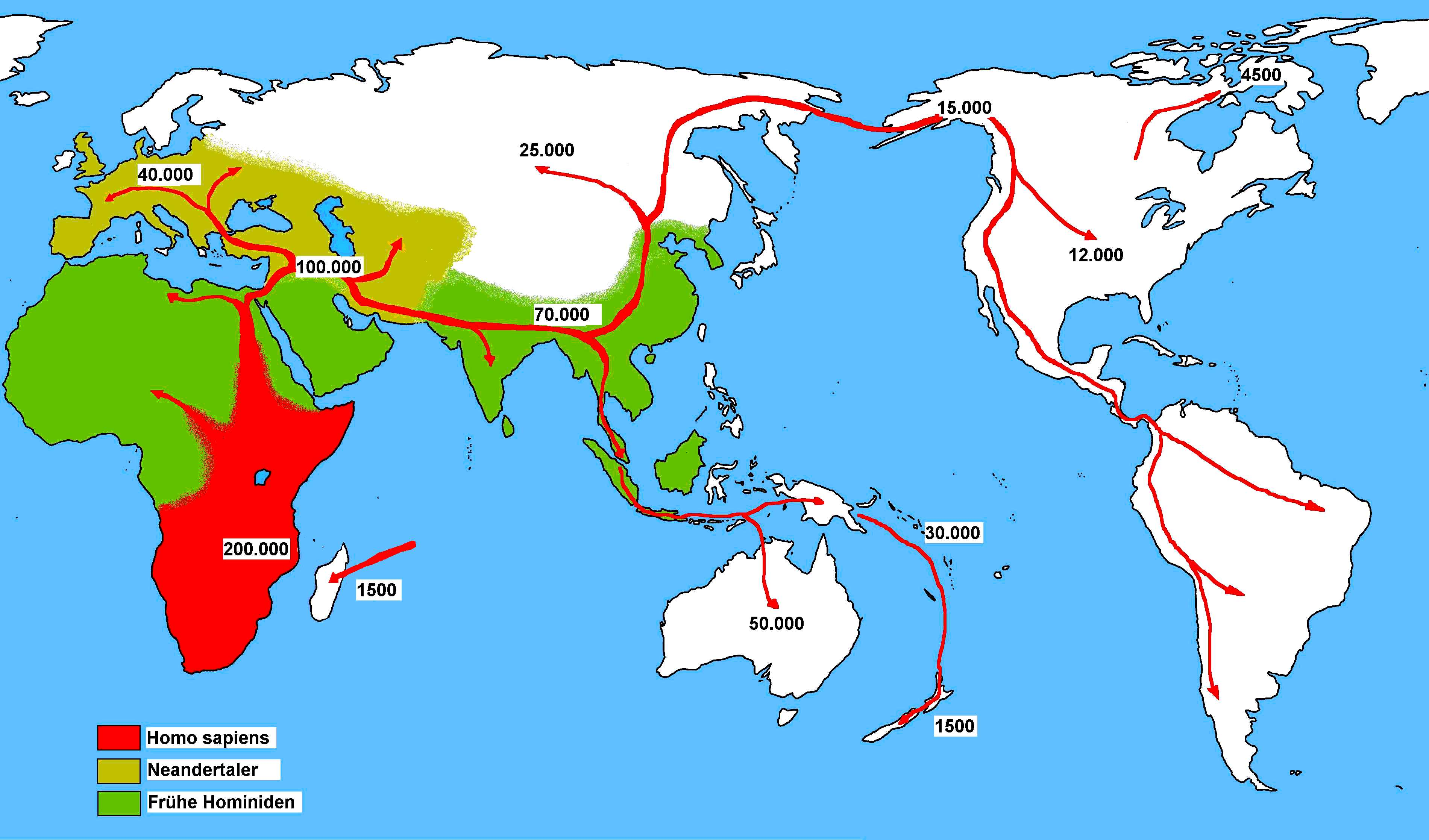
Bản đồ các cuộc di cư sớm của loài người

Việc những người Paleo-Indian di cư tới và xâm chiếm châu Mỹ, bao gồm các mốc thời gian chính xác cũng như các tuyến đường, đang là chủ đề của các cuộc nghiên cứu và thảo luận. Theo lý thuyết truyền thống thì những người di cư tới cầu qua eo Bering nối đông Siberia và Alaska ngày nay vào khoảng 40 - 17 Ka BP, khi mức nước biển thấp hơn nhiều do thời kỳ băng hà cuối cùng. Những người này được cho là đã theo chân những đàn thú khổng lồ vào thời kỳ thế Pleistocen dọc theo hành lang đất liền nối giữa các sông băng Laurentide và Cordilleran. Một tuyến khác là, bằng đường bộ hay sử dụng thuyền nguyên thủy, họ đã di cư xuống bờ biển Tây Bắc Thái Bình Dương tới Nam Mỹ xuống tận Chile. Bằng chứng của tuyến thứ hai là do nước biển đã dâng hàng trăm mét theo sau kỷ băng hà.
Các nhà nhân chủng học cho rằng những người di cư Paleo-Indian rời khỏi Beringia (tây Alaska), khoảng từ 40 đến 16,5 Ka BP. Khoảng thời gian này là nguồn gốc của nhiều cuộc tranh luận và kéo dài nhiều năm. Một số ít kết luận được đồng tình là nguồn gốc từ Trung Á, cùng sự di cư mở rộng ra châu Mỹ suốt khoảng thời gian kết thúc thời kỳ băng hà cuối cùng, khoảng 16 - 13 Ka BP.